# Uspavalna goba
Uspavalna goba ali narkozna gobica  (latinsko: spongia somnifera ali spongia sodurifera , prim. še confectio soporifera) je bilo srednjeveško sredstvo za doseganje splošne anestezije. Osnova je bil sok več zelišč, predvsem maka, mandragore, črnega zobnika in volčje češnje, vsrkan in koncentriran na osušeni gobi (morski spužvi). Učinkovine (predvsem alkaloidi) naj bi delovale vdihnjene skozi nos (inhalacijska anestezija) po prestopu krvno-možganske pregrade. Dejanska uporaba uspavalne gobe ni zanesljiva in strokovnjaki se zaradi nizke učinkovitosti nagibajo k mnenju, da je uspavalna goba obstajala le v teoriji.

## Primeri
V Bamberškem antidotariju iz 9.−10. stoletja piše o spongia somnifera: Bolnikom, ki jih je treba operirati, bo v pomoč hipnotik. Speči ne bodo ničesar čutili. Vzemi opij, sok iz mandragorovih listov 8, zeleni sok trobelike, zobnikov sok (v razmerju 1 : 8 : ? : 3); vse to zmešaj z vodo, vanjo namoči gobo in jo posuši. Pred uporabo jo namoči v topli vodi in bolniku daj pod nos, da se onesvesti, k zavesti ga spravi z gobo, namočeno v kis.

Podobna receptura je v Nikolajevi farmakopeji iz Monte Cassina (11.−12. stoletje): Vzemi unčo opija iz Teb, po unčo zobnikovega soka, soka nezrelih murv, robidnic, semen ločike, trobelike, maka, mandragore in bršljana z drevja. Daj to v posodo, skupaj s spužvo, še svežo iz morja, ki še ni bila v sladki vodi, to daj na sonce ob vročini pasjih dni, da voda izhlapi. Pred uporabo gobo navlaži z vročo vodo in daj pod nosnice. Da se bolnik zbudi, daj korenino komarčka.

Ambrozij Barth v Practica Caphonis (12. stol.) kot sestavine navaja beli in črni mak, mandragora, sok črnega zobnika, netreska, tolščaka in neke tolstičevke, slezenovke in košarnice ter še dveh neprepoznanih rastlin. Pravi: spužvo potopi v raztopino, osuši nad ognjem, nato drži nad izparino zobnikovega in makovega soka (ne sme priti v stik s tekočino), bolniku zdrgni stopala in noge ter daj pod vzglavje.

Teodorico Borgognoni (1205-1298) v svoji knjigi Cyrurgia recept navaja po svojem očetu, mojstru Hugu Borgognoniju. PravI: Po unčo opija, soka nezrelih murv, zobnika, volčina (Daphne gnidium), mandragorovih listov, več vrst bršljana, trobelike, semen ločike in male (?) kislice. Sestavine zmešaj v medeninasti posodi in dodaj svežo spužvo. Prekuhaj zunaj na soncu v vročini pasjih dni, dokler voda ne izpari. Pred uporabo za uro namoči v vroči vodi. Bolnika zbudi z gobo, namočeno v kis, ki mu jo pomoliš pod nos, pomaga tudi vonj sena.

Gilbert Anglicus (ok. 1250) v svojem Compendium medicinae o pripravi Confectio soporifera: Opij, sok črnega zobnika, sok ali seme črnega maka, sok iz listov mandragore ali lupina njenih plodov, listi bršljana, sok zrelih robidnic in neke slakovke (predenica) ter semena ločike. Zmešaj v medeninasti posodi in v vročini pasjih dni postavi na sonce. Spužva naj vpije zvarek in se posuši. Bolniku se da pod nos, zbudi se ga tako, da se mu podrgne zobe s kisom, nekaj se mu ga vlije v nos. Lahko se pripravi tudi uspavalni napitek, vendar v drugačni sestavi, brez zobnika, pač pa s semeni in sokom belega in črnega maka, unčo semen ločike ter opijem.

Guglielmo da Varignana (ok. 1270–1339), Secreta sublimia medicinae: Z oljem janeža, žafrana in kamilice napojeno gobo, podržano pod nosom, vzpodbudimo čiščenje glave (caputpurgium), če pa dodamo več žafranovega olja in opij, lahko uspavamo človeka, da ne čuti rezov v ude.

Papeški zdravnik v Avignonu Guy de Chauliac (ok. 1290–1368) se v svoji Chirurgia magna sklicuje na Teodorica Borgognonija, le da dodaja, da se bolnika zbudi s kisom ali sokom sladkega komarčka ali vinske rutice. Priporoča ga kot alternativo opiju. Chauliac naj bi bil do uspavalne gobe sicer precej sumničav, vendar jo omenja tudi njegov kolega Johann Yperman.
Podobna recepta podajata še Heinrich de Pfolsprundt v Buch der Bundth Ertznei iz 1460 in Hyeronimus Brunschwig v Buch dern Cyrurgia Hantwirchung der wundartzny iz 1490.

## Odmevi
Kasneje o narkotikih med operacijo ne poročajo več, so pa omenjane zeli odmevale kot sestavine strupov ali uspavalnih zvarkov, npr. pri Boccacciu (Decameron), Machiavelliju, Shakespearu (Othello, Antonij in Kleopatra), Marlowu (Malteški Jud).
Med prve moderne znanstvene poskuse ovrednotenja morda sodi notica iz 1847, ko so v medicinskem časopisu The Lancet objavili izvleček iz Journal de Toulouse o prispevku francoskega zdravnika Dauriola. Ta naj bi uporabil uspavalne gobe pred operacijami, a je verodostojnost poročila vprašljiva. Dauriol naj bi dosegel narkozo na klasičen način: sredi poletja je nabral Solanum nigrum, Hyoscyamus niger, Cicuta minor, Datura stramonium, Lactuca virosa, iz njih iztisnil sok in ga zmešal, vanj omočil spužvo in jo posušil na soncu, nato postopek dvakrat ponovil, spužvo shranil na suho, pred uporabo za krajši čas namočil v vročo vodo. Bolnik naj bi razmeroma trdno zaspal – kako trdno, odvisno od posameznika. Zbudil naj bi se s krpo, omočeno v kis.
1888 je angleški zdravnik Richardson preverjal anestetični učinek zmlete mandragore v 16,5-odstotni alkoholni raztopini pri oralni in subkutani uporabi na zajcih. Zaznali so povečano zaspanost, pri nekaterih tudi nemirnost, kar je bil kazalnik o mogočem učinku uspavalne gobe. Ključen za delovanje naj bi bil alkaloid atropin. A 1927, ko je v Ženevi poskuse na morskih prašičkih izvajala Marguerite Baur, ta kljub natančnemu upoštevanju srednjeveškega recepta pri živalih ni opazila zaspanosti ali narkotičnega učinka in zato zaključila, da so koncentracije za odraslega človeka premajhne. 1989 so podoben poskus na sicer le 5 podganah opravili Infusino, O’Neill in Calmes in pri treh ugotovili pomirjevalen učinek, sicer pa pritrdili tezi Baurove: koncentracija hlapnih alkaloidov je premajhna, da bi pri človeku lahko dosegli anestezijo.